# MAG!C☆PRINCE
MAG!C☆PRINCE（マジック・プリンス）は、日本の男性アイドルグループ。略称はマジプリ。結成およびデビューは2015年。所属事務所はワタナベエンターテインメント名古屋事業本部。レーベルは、デビュー時から2019年までユニバーサルミュージックのレーベル・ZEN MUSICに、2020年からワタナベエンターテインメントが立ち上げたレーベル・STAR RECORDSに所属する。
東海地方を拠点に活動するボーイズ・グループを作るオーディションによって選ばれた、平野泰新・大城光・永田薫・西岡健吾・阿部周平の5人組グループとして、2015年3月15日に結成された。その年からテレビ・ラジオで冠番組を含むレギュラー番組を持ち、12月23日にシングル『絶対☆アイシテル!』でCDデビュー。2019年に西岡が卒業して4人組に、2021年に阿部が卒業して3人組となる。
弟分グループとして九星隊（解散）とHi☆Fiveがある。MAG!C☆PRINCEは、ワタナベエンターテインメントの俳優集団D-BOYSの弟分と言及されることもある。

## 略歴

### オーディション開催から結成、デビューまで
2015年1月、ワタナベエンターテインメントは「息子にしたいイケメン」をテーマに、東海3県出身・在住者によるご当地男性グループを結成すると発表。仮のグループ名をNAGOYAボーイズ(仮)として、CBCテレビとの合同によるオーディションを開催。CBCテレビでは、自局の情報番組『なるほどプレゼンター!花咲かタイムズ』によるバックアップを開始した。約2020人の応募者から7名が最終選考に進出し、3月15日の最終オーディションで西岡健吾・大城光・永田薫・阿部周平・平野泰新の5名のメンバーが決定した。オーディション、メンバー選考から、冠番組や楽曲の制作など、総合的なプロデュースをワタナベエンターテインメント常務取締役であった大澤剛が担っていた。大澤は2020年に同社を離れ、グループのプロデュースから退いている（後述）。
4月11日、『花咲かタイムズ』の応募で集まったユニット名の候補を参考にして、グループ名がMAG!C☆PRINCEに決定した。5人にはそれぞれメンバーカラーが与えられ、赤色の平野がリーダーになり、ピンクの西岡がセンターに配置されたグループ構成になる。同番組レギュラー出演のほかイベント・メディア出演で活動し、10月にCBCテレビで冠レギュラー番組『本気プリ』を持った。

### デビュー後
2015年12月23日にユニバーサルミュージックからシングル『絶対☆アイシテル!』でCDデビュー。オリコンチャートではデイリー6位・週間9位を記録した。2016年4月から6月、グループ主演のテレビドラマ『本気ドラ 〜Spin the Sky〜』（中京テレビ）が放送された。また同年からは、永田が『OLですが、キャバ嬢はじめました』で単独でドラマ出演、西岡が『PON!』で番組初の「お天気お兄さん」としてレギュラー出演、平野がスポーツ・バラエティの競技者として出演するなど、メンバー個人での活動も始まった。
2017年1月にファースト・アルバム『111』をリリース。5月に九州を拠点に活動する弟分グループ・九星隊が結成され、ライブ・イベント・テレビ番組などで活動をともにする機会も増える。7月にグループ初の東京ワンマン公演『本気☆LIVE at Zepp Tokyo』を開催。12月、名古屋・センチュリーホールにおいて、初のホール会場でのライブ『本気LIVE☆Vol.5〜MAG!C☆PRINCE 2nd Anniversary〜』を開催した。
2018年2月リリースの6thシングル『Best My Friend』が初のゴールドディスクに認定され、続く6月リリースの7thシングル『SUMMER LOVE』で初の週間チャート首位を獲得した。この年には、Knight of cheersとテンツーツーの、2つの内部ユニットが始動した。12月23日、日本ガイシホールにおいて初のアリーナ公演を開催。ここで弟分グループHi☆Fiveが披露された。2019年5月に、MAG!C☆PRINCEと九星隊、Hi☆Fiveの3つのグループが合体したユニット・14STARS（フォーティーンスターズ）が結成され、音楽配信による楽曲『恋をしようJAPAN』をリリースした。

### 西岡健吾の卒業
2019年9月1日、西岡が体調不良によりグループでの音楽活動を含む一部活動を休止することが発表された。以後は西岡を除く4名でグループ活動をおこない、10月22日に西岡が年内に卒業することを発表。4人体制でリリースした9thシングル『Try Again』は、2度目の週間チャート首位を獲得した。12月20日にZepp Nagoyaで開催された『本気☆LIVE Vol.9 〜西岡健吾卒業公演〜』をもって西岡はグループを卒業した。翌21日よりMAG!C☆PRINCEは4人体制となり、前日と同じ会場で『本気☆LIVE Vol.10 〜MAG!C☆PRINCE Try Again〜』を開催。ワタナベエンターテインメントがタワーレコードと共同で新レーベル・STAR RECORDSを立ち上げ、九星隊・Hi☆Fiveとともに2020年から同レーベルで活動することを発表した。
卒業した西岡はソロのタレントとして活動し、2021年4月にフリーランスとなった。6月から7月にかけて文春オンラインが、プロデューサーの大澤剛がプロデュースする男性アイドルグループの元メンバー「A」に対してセクシャルハラスメントに及んでいたことを、Aへの取材を交えて報じた。大澤はこれを否定したが、これが報じられると大澤がMAG!C☆PRINCEおよび兄弟分グループのプロデュース業について発信していたツイッターアカウント（@BOSS_GUNSOU）が削除された。この記事を受けてワタナベエンターテインメント社長の渡辺ミキは、社内に調査委員会を設立して調査を開始したと発表。その結果「業務上の間柄を超えた不適切な関係は存在していない」としながらも、渡辺ミキは「タレントとマネージャーの対等な関係性から大きく逸脱する行為」・「この様な記事が公表されたこと自体を問題」として、大澤に役員解任と停職処分を下したと発表した。文春の報道では「A」もグループも名が伏せられていたが、西岡がツイッター上で自分がこの告発に踏み切った（「A」が自分である）ことを公表し、報じられたグループがMAG!C☆PRINCEであると明らかになった。大澤はワタナベエンターテインメントを去り、MAG!C☆PRINCEおよび九星隊・Hi☆Fiveの冠番組やリリース作品のクレジットに名が載ることもなくなった。9月、結成年から5年続いた冠番組『本気プリ』が終了した。

### 阿部周平の卒業
2020年はCD、DVDなどをリリースしなかった。11月20日、阿部が2021年3月14日にグループを卒業し、同31日をもって芸能界を引退すると発表。2021年3月14日に開催した配信ライブ『本気☆LIVE〜阿部ちゃん卒業〜』出演をもって阿部はグループを卒業し、翌15日からMAG!C☆PRINCEは平野・大城・永田の3人体制に移行する。4人体制最後のシングル『STAND UP TOGETHER』はリリースが延期となり、阿部の在籍中のリリースとならなかった。

### グループでの音楽活動を休止
2024年1月30日、同年3月31日をもってグループでの音楽活動を休止することを発表した。3月には発売が延期されていたシングル『STAND UP TOGETHER』を1日に配信リリースし、16日に活動休止前最後のライブとなる『本気☆LIVE 2024〜絶対☆アイシテル〜』（会場：NAGOYA JAMMIN'）を開催。音楽活動以外のグループ活動は継続し、4月以降はメンバーそれぞれの俳優・タレント活動を継続するほか、個人で音楽活動を行う。

## グループ名
グループ名「MAG!C☆PRINCE」には、以下の意味がある。
- M - 三重（Mie）
- A - 愛知（Aichi）
- G - 岐阜（Gifu）
- ! - 元気にする
- C - 応援する（Cheer）
- ☆ - スターを目指す
- PRINCE - テーマである「息子にしたいイケメン」の願いから

MAG!C☆PRINCEのファンには、チアーズ（Cheers）という公式の呼称がある。

## メンバー
記載順、生年月日・出身県・身長は公式プロフィールによる。
| 名前                          | 生年月日              | 出身地         | カラー | 備考                                  |
| ----------------------------- | --------------------- | -------------- | ------ | ------------------------------------- |
| 平野 泰新 （ひらの たいしん） | 1995年2月15日（30歳） | 愛知県         | 赤     | MAG!C☆PRINCEリーダー Knight of cheers |
| 大城 光 （おおしろ ひかる）   | 1995年7月4日（30歳）  | 愛知県         | 黄     | Knight of cheers                      |
| 永田 薫 （ながた かおる）     | 1996年10月6日（28歳） | 岐阜県         | 青     | Knight of cheers                      |
| 元メンバー                    |                       |                |        |                                       |
| 西岡 健吾 （にしおか けんご） | 1997年10月22日        | 愛知県 /静岡県 | ピンク | テンツーツー 2019年12月20日卒業       |
| 阿部 周平 （あべ しゅうへい） | 1997年10月22日        | 愛知県         | 緑     | テンツーツー 2021年3月14日卒業        |

平野泰新
愛知県半田市出身。2019年に市として初のPR大使に就任した。青森山田高等学校卒業、花園大学出身。デビュー前は男子新体操の学生選手であった。身長173cm。
半田市立半田中学校在学時に市内のスポーツクラブに通い、青森山田高等学校に進学。高校総体団体優勝、ユースチャンピオンシップ4位などの経験を持つ。学生時代に取材でテレビ出演する機会を得て芸能界に興味を持つようになる。シルク・ドゥ・ソレイユの特別出演のオファーを受けていたが、MAG!C☆PRINCEのオーディションと時期の被っていたためにオーディションを選んだ。グループのリーダーとなり、メンバーカラーは赤になる。『究極の男は誰だ!?最強スポーツ男子頂上決戦』（TBSテレビ）の競技「モンスターボックス」では、番組公認世界記録23段（高さ3m06cm）を2度成功している。個人として他に、舞台『イマーシブシアター『サクラヒメ』〜『桜姫東文章』より〜』や自身の地元・半田市を舞台としたドラマ『1979 はじまりの物語 〜はんだ山車まつり誕生秘話〜』などへの俳優としての出演がある。

大城光
愛知県東海市出身。身長175cm。趣味はパン作りで、パンシェルジュ検定に合格している。
グループ結成にあたり名古屋の街でスカウト活動をしていた大澤の目に留まり、大城自身は「幼少の頃から持っていた『ヒーローになりたい』という夢から芸能界に憧れてオーディションに応募した」と語っている。「光」という名前からメンバーカラーは黄色になる。また、パンが好きだから黄色にしたという裏エピソードをラジオにて話したことがある。2017年4月から音楽番組『MAG!C☆PRINCE 大城光のMAG!C☆MUS!C』（CBCテレビ）のMCに就任。2018年4月、西岡に続いて『PON!』（日本テレビ）の木曜日担当のお天気お兄さんに就任した。個人の出演として他に、『猫のひたいほどワイド』レギュラー、地元・東海市のコミュニティFMでのパーソナリティ、などがある。

永田薫
岐阜県岐阜市出身。2019年に市が新設したプロモーション大使に就任した。岐阜県立岐阜工業高等学校卒業、静岡産業大学出身。身長182cm。特技はサッカーで、後述のように学生選手としての経歴を持つ。趣味は歌うこと、スイーツ作り。
小学校に入ってすぐにサッカーをはじめ、岐阜工業高等学校サッカー部のエースストライカーとして全国高等学校サッカー選手権大会に2度出場した。サッカーに明け暮れる一方で、元から歌が好きでアーティストになりたいという意思があり、高校3年生時の選手権大会終了後にオーディションに参加した。MAG!C☆PRINCEの活動が始まるのと同じ時期にサッカー推薦で大学へ進学している。クールなイメージからメンバーカラーは青になる。
単独の活動として、テレビドラマ『OLですが、キャバ嬢はじめました』・『恋する香港』出演、岐阜放送ラジオでのラジオパーソナリティなどがある。

### 元メンバー
西岡健吾
詳細は個人記事を参照。2019年12月20日にグループを卒業。結成以来MAG!C☆PRINCEのセンターをつとめた。2021年に男女混合グループ「ONE BY ONE」のメンバーとなる。
阿部周平
2021年3月14日に卒業。その月末をもって芸能界を引退した。愛知県岡崎市出身。岡崎学園高等学校卒業。身長177cm。
親が芸能界に興味を持っていた影響を受けてオーディションに応募した。「自然を愛している」というキャラクターからメンバーカラーは緑になる。個人の出演として三重テレビでのレギュラー番組があり、愛知県出身であるが「MAG!C☆PRINCEの三重県代表」を自称している。ほかに個人の活動としてテレビドラマ『この恋はツミなのか!?』・『HiGH&LOW THE WORST EPISODE.0』への出演がある。2020年11月に芸能界から引退して美容師を目指すことをと発表し、2021年3月14日をもってグループを卒業、同月末に事務所を退社した。

## ディスコグラフィ
最高位は、オリコン週間ランキングの最高順位をあらわす。大阪のFM802ではオンエアしていない。

### シングル
| 枚   | 発売日         | タイトル                 | 規格品番                  | 規格品番  | 規格品番     | 最高位 | RIAJ認定 | RIAJ認定     |
| 枚   | 発売日         | タイトル                 | 初回限定盤                | 通常盤    | メンバー盤   | 最高位 | ディスク | ダウンロード |
| ---- | -------------- | ------------------------ | ------------------------- | --------- | ------------ | ------ | -------- | ------------ |
| 1st  | 2015年12月23日 | 絶対☆アイシテル!         | UPCH-7081                 | UPCH-5862 | 楽曲記事参照 | 9位    |          |              |
| 2nd  | 2016年5月4日   | Spin the Sky             | UPCH-7127                 | UPCH-5871 | 楽曲記事参照 | 2位    |          |              |
| 3rd  | 2016年10月5日  | Over The Rainbow         | UPCH-7183                 | UPCH-5886 | 楽曲記事参照 | 6位    |          |              |
| 4th  | 2017年5月3日   | UPDATE                   | UPCH-7251(A) UPCH-7327(B) | UPCH-5905 | 楽曲記事参照 | 2位    |          |              |
| 5th  | 2017年10月18日 | YUME no MELODY/Dreamland | UPCH-7359                 | UPCH-5925 | 楽曲記事参照 | 2位    |          |              |
| 6th  | 2018年2月14日  | Best My Friend           | UPCH-7382(A) UPCH-7402(B) | UPCH-5932 | 楽曲記事参照 | 3位    | ゴールド |              |
| 7th  | 2018年6月20日  | SUMMER LOVE              | UPCH-7427                 | UPCH-5946 | 楽曲記事参照 | 1位    | ゴールド |              |
| 8th  | 2019年6月4日   | ゴメン、、離したくない   | UPCH-7485                 | UPCH-5960 | 楽曲記事参照 | 2位    | ゴールド |              |
| 9th  | 2019年12月10日 | Try Again                | UPCH-7537                 | UPCH-5969 | 楽曲記事参照 | 1位    |          |              |
| 10th | 2024年3月1日   | STAND UP TOGETHER        |                           |           | 楽曲記事参照 |        |          |              |

### アルバム
| 枚  | 発売日        | タイトル | 規格品番   | 規格品番  | 規格品番         | 最高位 | RIAJ認定 | RIAJ認定     |
| 枚  | 発売日        | タイトル | 初回限定盤 | 通常盤    | メンバー盤       | 最高位 | ディスク | ダウンロード |
| --- | ------------- | -------- | ---------- | --------- | ---------------- | ------ | -------- | ------------ |
| 1st | 2017年1月11日 | 111      | UPCH-7214  | UPCH-2109 | アルバム記事参照 | 8位    |          |              |
| 2nd | 2018年12月5日 | Bel!ever | UPCH-7463  | UPCH-2178 | アルバム記事参照 | 3位    |          |              |

### 映像作品
| 発売日        | タイトル                                                             | 規格品番  | 最高位 |
| ------------- | -------------------------------------------------------------------- | --------- | ------ |
| 2016年6月22日 | 本気ドラ 〜Spin the Sky〜                                            | UPBH-1411 | 22位   |
| 2017年2月1日  | 幕末☆PRINCE                                                          | UPBH-1422 | 15位   |
| 2017年11月1日 | 本気☆LIVE at Zepp Tokyo                                              | UPBH-1447 | 6位    |
| 2019年4月25日 | 本気☆LIVE Vol.7 in 日本ガイシホール 〜MAG!C☆PRINCE 3rd Anniversary〜 | UPBH-1485 | 30位   |

### 音楽配信
- SAKURA my friends（2017年2月25日）
- 恋をしようJAPAN（14STARS、2019年7月7日）

### タイアップ曲
| 曲名                             | タイアップ |
| 2015年                           | 2015年 |
| -------------------------------- | --- |
| 絶対☆アイシテル!                 | 近鉄パッセ CM使用曲 |
| 2016年                           | |
| Spin the Sky                     | 中京テレビ『本気ドラ 〜Spin the Sky〜』オープニングテーマ                                                                                               |
| 愛しくて 切なくて 抱きしめたくて | 中京テレビ『本気ドラ 〜Spin the Sky〜』エンディングテーマ                                                                                               |
| 一通LOVE                         | 毎日放送『OLですが、キャバ嬢はじめました』エンディングテーマ                                                                                            |
| Over The Rainbow                 | TBS『COUNT DOWN TV』9月度エンディングテーマ 中京テレビ『幕末☆PRINCE』オープニングテーマ                                                                 |
| Glory World                      | 中京テレビ『幕末☆PRINCE』エンディングテーマ |
| Compass                          | XGLOBAL「イモトのWiFi」CMソング |
| 2017年                           | |
| RUSH                             | テレビ東京他『MAG!C☆PRINCEのマジ☆弟子』オープニングテーマ XGLOBAL「イモトのWiFi」CMソング キットカットショートフィルム『RUSH 〜キット、イツカ〜』主題歌 |
| SAKURA my friends                | キットカットショートフィルム『RUSH 〜キット、イツカ〜』挿入歌                                                                                           |
| UPDATE                           | 近鉄パッセ CM使用曲 XGLOBAL「イモトのWiFi」CMソング |
| Dreamland                        | テレビ東京他『マジ☆弟子 SEASON2』オープニングテーマ 毎日放送『恋する香港』主題歌                                                                        |
| YUME no MELODY                   | テレビ東京他『マジ☆弟子 SEASON2』エンディングテーマ 毎日放送『恋する香港』エンディングテーマ XGLOBAL「イモトのWiFi」CMソング                            |
| Smile for Tomorrow               | CBCチャリティ募金 テーマソング |
| 2018年                           | |
| Best My Friend                   | 日本テレビ『バズリズム02』オープニングテーマ XGLOBAL「イモトのWiFi」CMソング                                                                            |
| Magic Dragons                    | CBC野球中継 テーマソング |
| SUMMER LOVE                      | XGLOBAL「イモトのWiFi」CMソング |
| Bel!ever                         | 三重テレビ 高校野球テーマソング |
| もしも僕が世界を変えれたら       | 毎日放送『この恋はツミなのか!?』エンディングテーマ |
| 2019年                           | |
| ゴメン、、離したくない           | XGLOBAL「イモトのWiFi」CMソング |
| Try Again                        | XGLOBAL「イモトのWiFi」CMソング |
| 2020年                           | |
| STAND UP TOGETHER                | 夏季愛知県高等学校野球大会 ケーブルテレビ中継テーマソング                                                                                               |

## 出演
個人記事のある者の出演については各記事を参照のこと。

### バラエティ・情報番組
- なるほどプレゼンター!花咲かタイムズ（2015年4月 - 、CBCテレビ）
- マジ☆プリのマジ☆レポ（2015年9月22日、CBCテレビ）[70]
- 本気プリ（2015年10月 - 2020年9月25日、CBCテレビ）[注 2]
- クレママ（2015年10月 - 2016年9月、中京テレビ）
- 幕末☆PRINCE（2016年9月 - 11月、中京テレビ）
- PON!（大城、2018年4月 - 2018年9月、日本テレビ）[注 3] - 木曜日、お天気お兄さん[71]
- ぐっと（2016年10月 - 、中京テレビ）
- MAG!C☆PRINCEのマジ☆弟子（2017年1月 - 3月・10月 - 12月、テレビ東京他）
- とってもワクドキ!（阿部、2017年4月 - 2019年3月、三重テレビ）[72]
- MAG!C☆PRINCE 大城光のMAG!C☆MUS!C（大城、2017年4月 - 2020年9月25日、CBCテレビ）[73]
- サンデードラゴンズ（2017年6月 - 、CBCテレビ）[74]
- MAG!C☆PRINCEのマジ☆チャレ（2018年12月 - 2019年、フジテレビTWO）[75]
- 猫のひたいほどワイド（大城、2019年4月 - 、テレビ神奈川）[76]
- Mieライブ（阿部、2019年4月[77] - 2021年3月、三重テレビ）
- あなたの街から岐阜市（永田、2019年4月 - 、岐阜放送）[78]
- マジプリ(K)NIGHT（2020年4月 - 6月、TOKYO MX1）[79]
  - イケメンがマジで〇〇やってみた!
  - ナイトカード（阿部）
- まじつり（平野、2020年4月 - 、CAC）[80]
- こんなん買ったわ〜オオトリ家の人々〜（平野、2020年10月[81] - 2021年3月、CBCテレビ）
- 城下町マルシェ（永田、2021年1月 - 、CCN）[82]
- Osyastagram（大城、2022年4月 - 、ZTV）

### WEB番組
- パンに恋する王子様（2022年10月 - 、cookpad Live）

### テレビドラマ
- 本気ドラ 〜Spin the Sky〜（2016年4月 - 6月、中京テレビ）
- OLですが、キャバ嬢はじめました（永田、2016年6月 - 7月、毎日放送） - カオル 役[10]
- 恋する香港（永田、2017年10月、毎日放送） - ダニエル 役
- ドルメンX（2018年3月、日本テレビ）[83]
- この恋はツミなのか!?（阿部、2018年12月、毎日放送） - 沖田健 役
- HiGH&LOW THE WORST EPISODE.0（阿部、2019年7月 - 9月、日本テレビ） - 益田 役
- 1979 はじまりの物語 〜はんだ山車まつり誕生秘話〜（平野、2020年4月 - 2021年3月、CAC） - 石川善音 役[84]

### 配信ドラマ
- キットカットショートフィルム『RUSH 〜キット、イツカ〜』（2017年1月）

### ラジオ
- うしみつドキドキ! ピーパーラジオ〜AKIとMAG!C☆PRINCE〜（2015年4月 - 9月、CBCラジオ）
- MAG!C☆PRINCEのLOVEラジ（2015年6月 - 2017年9月、Radio NEO）
- うしみつドキドキ! MAG!C☆PRINCEの本気ラジ → MAG!C☆PRINCEと永岡歩の本気ラジ（2015年10月[85] - 2021年3月、CBCラジオ）
- ときめきステーション ダブジェネカウントダウン「MAG!C☆PRINCE永田薫のかおチャンRADIO」（永田、2017年4月[86] - 10月、ぎふチャン）
- MAG!C☆PRINCEのCheerラジ（2017年10月 - 2019年12月、Radio NEO）
- 永田薫のマジ☆ぎふ（永田、2018年10月 - 、ぎふチャン）[87]
- 大城光のHOME☆RADIO（大城、2020年4月 - 、メディアスエフエム）[88]
- 佐藤奈織美&大城光の「税」って何だっけ?（大城、2022年4月 - 、東海ラジオ）[89]

### 映画
- 1979 はじまりの物語 〜はんだ山車まつり誕生秘話〜（平野、2021年11月） - 石川善音 役

### 舞台
- イマーシブシアター『サクラヒメ』〜『桜姫東文章』より〜（平野、2020年） - 鳶 役[90]
- FINAL LEGEND Z ～NEW WORLD DANCE STREAM〜（2021年）
- THE 「怪談」～美男高校修学旅行の巻～（2021年）
- 舞台「灼熱カバディ」（平野、2022年）- 室屋大助 役[91]
- 舞台「アオアシ」（永田、2022年）- 冨樫慶司 役[92]
- 水谷千重子50周年記念公演（平野、2023年）[93]
- 劇場を潰すな！（永田、2023年） - 劇野伝説 役[94]
- ミュージカル「東京リベンジャーズ」（平野、2023年） - 佐野万次郎 役[95]

### CM
- ジーフット ASBee2015夏「夏男子! サマーシューズ」キャンペーン（永田、2015年）
- 近鉄パッセ（2015年[63]・2017年）
- XCOM GLOBAL「イモトのWiFi」（2016年[64] - 2020年）
- 壱番屋「カレーハウスCoCo壱番屋」（大城、2018年）[96]

## その他の活動
- 名古屋市選挙管理委員会 「第24回参議院議員通常選挙」PRイメージモデル（阿部、2016年）[97]
- 中部国際空港セントレア「旅プロジェクト」 PR大使（2016年）[98]
- 東海発!「キットカット」受験生応援大使（2017年）[65]
- 名古屋市公式アプリ『名古屋なんて、だいすき』 応援大使（2017年）[99]
- CBCチャリティ募金 チャリティ大使（2017年）[66]
- 半田市PR大使（平野、2019年 - ）
- 岐阜市プロモーション大使（永田、2019年 - ）
- 飛騨市観光プロモーション大使（永田、2021年-）
- 岐阜放送データ放送PRイメージキャラクター（永田、2022年）

## 書籍
- 写真集『MAG!C☆PRINCE FIRST PHOTOBOOK』（2017年2月10日、主婦と生活社）ISBN 978-4-391-14984-5

### 雑誌
- 週刊TVガイド 中部版 「本気カツ」（2016年 - 2020年、東京ニュース通信社）
- Cheek 「マジプリ地元発掘」（2016年9月 - 、流行発信）[100]

### 新聞連載
- 中日スポーツ 「MAG!C☆PRINCE始動!!」（2015年5月 - 8月、中日新聞社）[41]